# Љоредана Зефи
Љоредана Зефи (алб. Loredana Zefi; Луцерн, 1. септембар 1995), позната само као Љоредана, швајцарска је реперка албанског порекла. Постала је позната након што је објавила свој дебитнатски сингл „Sonnenbrille” који је постигао велики успех у Албанији и немачком говорном подручју, а добио је златне сертификате у Аустрији и Немачкој. У септембру 2018. потписала је уговор са немачком подружницом дискографске куће Sony Music, а затим објавила успешан сингл „Bonnie & Clyde” на ком пева и њен супруг, Mozzik. У септембру 2019. објавила је дебитантски албум King Lori који се нашао међу прва три места у Аустрији, Немачкој и Швајцарској. Албум садржи неколико успешних синглова, укључујући „Eiskalt”, „Genick”, „Jetzt rufst du an”, као и „Kein Plan” који је био на првом месту у Немачкој.
Године 2020. објавила је четири сингла: „Angst”, „Du bist mein”, „Kein Wort” и „Nicht verdient”. Њен други студијски албум, Medusa (2020), био је међу првих 20 места у Аустрији, Немачкој и Швајцарској. После кратке паузе, Љоредана и Mozzik су објавили свој први заједнички албум, No Rich Parents (2021), који садржи хит-сингл „Rosenkrieg”. Добила је бројне награде и номинације, укључујући Браво Ото и MTV Europe Music Awards.

## Биографија
Рођена је 1. септембра 1995. године у Луцерну. Ћерка је етничких Албанаца католичке вероисповести из Урошевца. Са 18 година се заинтересовала за музику и писала је песме за друге извођаче заједно са немачким продуцентом, Macloud-ом.

## Привани живот
У вези је са албанским репером -ом, за ког се удала 2018. Родила је ћерку Хану 18. децембра 2018. у свом родном граду, Луцерну. Пар се раздвојио у октобру 2019. Помирили су се у марту 2021. године, када су започели рад на новом пројекту.

## Дискографија
- (2019)
- (2020)
- (2021)

## Турнеје
- 2020:  (отказана због пандемије ковида 19)
- 2021:  (отказана због пандемије ковида 19)